# Tom Varner
Tom Varner (Morristown, Nueva Jersey, 17 de junio de 1957) es un intérprete de trompa (o corno francés) y compositor estadounidense de jazz contemporáneo.

## Historial
Varner estudió piano en su juventud, con Capitola Dickerson, en Summit, aunque acabó dejándolo. En 1979, se trasladó a Nueva York, tras licenciarse en el New England Conservatory of Music, donde estudió improvisación de jazz y composición con Ran Blake, George Russell, y Jaki Byard, y trompa con Thomas Newell.  Estudió también durante un breve periodo, en 1976, con el pionero de la trompa en el jazz, Julius Watkins.  Varner también estudió en el City College of New York, con Jim McNeely, Scott Reeves, y John Patitucci.
Ha tocado y grabado con músicos como Steve Lacy, Dave Liebman, George Gruntz, John Zorn, Bobby Watson, La Monte Young, Quincy Jones, Bobby Previte, Jim McNeely, McCoy Tyner, Reginald Workman, The Mingus Orchestra o Franz Koglmann, apareciendo en más de 70 álbumes como colaborador.  como líder, ha publicado 12 álbumes con artistas como Steve Wilson, Tony Malaby, Ed Jackson, Ellery Eskelin, Tom Rainey, Cameron Brown, Drew Gress, Matt Wilson, Kenny Barron, Victor Lewis, Fred Hopkins, and Billy Hart.  Varner ha aparecido regularmente en los polls de la crítica de la revista Down Beat desde mediados de los años 1990. En 2005, se trasladó a Seattle.

## Estilo
Los dos primeros discos de Varner mostraban muchas influencias de Ornette Coleman, Steve Lacy, Charles Mingus, Anthony Braxton, y de los minimalistas como Steve Reich o Philip Glass, en una formación con instrumentos de viento, bajo y percusión, sin piano ni guitarra. Su tercer proyecto fue más "clásico", con Kenny Barron, Jim Snidero, Mike Richmond, y Victor Lewis. El cuarto disco mostró influencias de Sonny Rollins, en un inédito trío de trompa, bajo (Mike Richmond) y batería (Bobby Previte).  Desde este momento (1987) en adelante, la mayor parte de la obra grabada como líder por Varner fue en formato de quinteto, con trompa y dos saxos, bajo, y batería, con frecuentes invitados especiales. 
Varner ha combinado música clásica contemporánea de cámara con jazz y formas de improvisación libre en la mayor parte de los proyectos recientes, en ocasiones con formaciones inusuales. Por ejemplo, Heaven and Hell, publicado en 2009, está ejecutada por un tenteto, con tres brassmetales, cinco instrumentos de lengüeta, bajo y batería.

## Discografía como líder
- 1981 - Tom Varner Quartet (Soul Note)
- 1983 - Motion/Stillness (Soul Note)
- 1985 - Jazz French Horn (Soul Note)
- 1987 - Covert Action (New Note)
- 1991 - Long Night Big Day (New World)
- 1993 - The Mystery of Compassion (Soul Note)
- 1997 - Martian Heartache (Soul Note)
- 1998 - The Window Up Above  (New World)
- 1998 - The Swiss Duos (Unit)
- 1999 - Swimming (OmniTone)
- 2001 - Second Communion (OmniTone)
- 2009 - Heaven and Hell  (OmniTone)